# シール・アブー・ヌアイル島
シール・アブー・ヌアイル島 (アラビア語: صِيْر أَبُو نُعَيْر (Ṣīr Abū Nuʿayr)) は、アラブ首長国連邦のシャールジャ首長国に属するペルシャ湾の島である。

## 地理
連邦の首都アブダビから北へ80km、シャールジャから西へ112kmに位置し、直径が4km、南東端で約1kmの尖部を持つ滴のような形状をしている。島の南東には小さな港と飛行場がある。島は新原生代後期からカンブリア紀初期にかけて形成された蒸発岩からなるホルムズ累層の貫入によって形成されている。蒸発岩の岩塩層が浮力により徐々に上方の地層へ貫入し、島の表面へ向けて岩塩ドームを形成した。島の表面はこれらの蒸発岩の他、火成岩と珪質砂岩によって構成されている。

## 自然
ペルシャ湾全体で最も重要なタイマイの営巣地の1つであり、ベンガルアジサシ、オオアジサシ、アカハシネッタイチョウ、ペルシャウなどの海鳥の繁殖が観察されている。一方でススケカモメやマミジロアジサシについては野生化したネコの捕食の脅威に晒されている。海域ではレッドリストに登録されている7種類のサンゴを含む40種類のサンゴと76種類のサンゴ礁の魚が記録されている。島はシャールジャ環境保護地域局（EPAA）により環境保護地域に指定されており、2012年にはユネスコの世界遺産の暫定リストに、2013年には国際的に重要な湿地を保全するラムサール条約に登録された。